# Хинє
Хинє (словен. Hinje) — поселення в общині Жужемберк, регіон Південно-Східна Словенія, Словенія. Висота над рівнем моря: 518,6 м.